# Video 5 8 6
| Recensione | Giudizio |
| ---------- | -------- |
| AllMusic   |          |

Video 5 8 6 (originariamente intitolato Prime 5 8 6), è un singolo electronic dance strumentale composto e prodotto nel 1981 dal gruppo rock-synthpop britannico New Order Venne pubblicato però solo nel dicembre 1982 diviso in due sezioni come inserto della prima rivista di musicassette dell'etichetta discografica Touch Music, Feature Mist. Successivamente, nel 1997, sempre dalla Touch, venne ri-pubblicato in versione integrale su CD.

## La canzone
Composto principalmente da Bernard Sumner e Stephen Morris, il pezzo si presenta come una versione embrionale di 5 8 6 (dell'album Power, Corruption and Lies) e contiene anche sezioni ritmiche ed elementi analoghi a quelli di Ultraviolence (sempre da Power, Corruption & Lies) e della hit Blue Monday del 1983. Sotto richiesta di Tony Wilson della Factory Records, esso venne eseguito in pubblico durante l'apertura della discoteca The Haçienda il 21 maggio 1982.
Raggiunge la posizione 86 della Official Singles Chart e la 19 della Official Independent Chart.
Il bassista Peter Hook ha dichiarato che i numeri 5, 8 e 6 che danno il titolo al brano, derivano dal conto delle battute della struttura di un'altra loro canzone:  Ecstasy, contenuta nell'album Power, Corruption & Lies.

## Video musicale
Venne fatto un videoclip per Video 5 8 6, intitolato "Primitive 5 8 6", diffuso sia su VHS con il codice FACT 56, IKON 3 e sia su cassette BETA marchiate "A Factory Video", in cui è possibile vedere le primissime tecniche di animazione computerizzata degli anni Ottanta.

## Tracce

### CD: TONE 7 (UK)
1. Video 5-8-6 - 22:25 (New Order)
2. As You Said* - 2:01 (Joy Division)

- Presente solo nelle edizioni TONE 7.1 su vinile a dodici pollici

## Classifiche
| Classifica (1997)         | Posizione massima |
| ------------------------- | ----------------- |
| Regno Unito               | 86                |
| Regno Unito (independent) | 19                |